# Yaúca
Yaúca, pseudonimo di António Fernandes (Benguela, 18 giugno 1935 – Benguela, 2 gennaio 1992), è stato un calciatore portoghese, di ruolo attaccante.

## Caratteristiche tecniche
Il suo primo allenatore al Belenenses, Helenio Herrera, lo definì un ottimo giocatore in grado di far avanzare la squadra pur essendo piuttosto individualista, affermando però di esser riuscito a limarne i difetti.

## Carriera

### Club
Giunto al Belenenses dalla colonia portoghese dell'Angola ove si era formato nel Recreativo da Catumbela. 
Nella prima stagione portoghese Yaúca con il suo club ottiene il terzo posto finale, risultato bissato l'anno seguente. Nella stessa stagione vince la Taça de Portugal 1959-1960.
Nella stagione 1960-1961 ottiene il quinto posto finale, posizione ottenuta anche l'anno dopo.
Chiude la Primeira Divisão 1962-1963 al quarto posto finale, mentre nella Coppa delle Fiere 1962-1963 è eliminato con il suo club al primo turno dal Barcellona.
Nell'ultima stagione al Belenseses ottiene il sesto posto finale, mentre Coppa delle Fiere 1963-1964 raggiunge gli ottavi di finale.
Nel 1964 viene ingaggiato dal Benfica con cui vince la Primeira Divisão 1964-1965, perdendo però la Taça de Portugal 1964-1965 e la finale di Coppa dei Campioni 1964-1965.
Nella stagione 1965-1966 ottiene con il suo club il secondo posto finale e raggiunge i quarti di finale della Coppa dei Campioni 1965-1966. Torna a vincere il campionato nella stagione 1966-1967.
Nell'ultima stagione al Benfica, vince il suo terzo campionato e perde la finale di Coppa dei Campioni 1967-1968 contro il Manchester Utd.
Terminata l'esperienza con il Benfica passa al Salgueiros, successivamente al Famalicão, per terminare la carriera agonistica nel 1972.

### Nazionale
Nel 1959 esordisce nella nazionale di calcio del Portogallo. Con la nazionale lusitana non ottiene la qualificazione al mondiale di calcio 1962 ottenendo il secondo posto del girone 6.

## Statistiche

### Cronologia presenze e reti in Nazionale
| Cronologia completa delle presenze e delle reti in nazionale ― Portogallo | Cronologia completa delle presenze e delle reti in nazionale ― Portogallo | Cronologia completa delle presenze e delle reti in nazionale ― Portogallo | Cronologia completa delle presenze e delle reti in nazionale ― Portogallo | Cronologia completa delle presenze e delle reti in nazionale ― Portogallo | Cronologia completa delle presenze e delle reti in nazionale ― Portogallo | Cronologia completa delle presenze e delle reti in nazionale ― Portogallo | Cronologia completa delle presenze e delle reti in nazionale ― Portogallo |
| Data                                                                      | Città                                                                     | In casa                                                                   | Risultato                                                                 | Ospiti                                                                    | Competizione                                                              | Reti                                                                      | Note                                                                      |
| ------------------------------------------------------------------------- | ------------------------------------------------------------------------- | ------------------------------------------------------------------------- | ------------------------------------------------------------------------- | ------------------------------------------------------------------------- | ------------------------------------------------------------------------- | ------------------------------------------------------------------------- | ------------------------------------------------------------------------- |
| 11-11-1959                                                                | Colombes                                                                  | Francia                                                                   | 5 – 3                                                                     | Portogallo                                                                | Amichevole                                                                | -                                                                         |                                                                           |
| 19-3-1961                                                                 | Oeiras                                                                    | Portogallo                                                                | 6 – 0                                                                     | Lussemburgo                                                               | Qual. Mondiali 1962                                                       | 3                                                                         |                                                                           |
| 4-6-1961                                                                  | Oeiras                                                                    | Portogallo                                                                | 0 – 2                                                                     | Argentina                                                                 | Amichevole                                                                | -                                                                         |                                                                           |
| 8-10-1961                                                                 | Lussemburgo                                                               | Lussemburgo                                                               | 4 – 2                                                                     | Portogallo                                                                | Qual. Mondiali 1962                                                       | 1                                                                         |                                                                           |
| 25-10-1961                                                                | Londra                                                                    | Inghilterra                                                               | 2 – 0                                                                     | Portogallo                                                                | Qual. Mondiali 1962                                                       | -                                                                         |                                                                           |
| 6-5-1962                                                                  | San Paolo                                                                 | Brasile                                                                   | 2 – 1                                                                     | Portogallo                                                                | Amichevole                                                                | -                                                                         |                                                                           |
| 9-5-1962                                                                  | Rio de Janeiro                                                            | Brasile                                                                   | 1 – 0                                                                     | Portogallo                                                                | Amichevole                                                                | -                                                                         |                                                                           |
| 17-5-1962                                                                 | Lisbona                                                                   | Portogallo                                                                | 1 – 2                                                                     | Belgio                                                                    | Amichevole                                                                | -                                                                         |                                                                           |
| 21-4-1963                                                                 | Oeiras                                                                    | Portogallo                                                                | 1 – 0                                                                     | Brasile                                                                   | Amichevole                                                                | -                                                                         |                                                                           |
| 24-6-1965                                                                 | Porto                                                                     | Portogallo                                                                | 0 – 0                                                                     | Brasile                                                                   | Amichevole                                                                | -                                                                         |                                                                           |
| Totale                                                                    |                                                                           | Presenze                                                                  | 10                                                                        |                                                                           | Reti                                                                      | 4                                                                         |                                                                           |

## Palmarès
- Coppa di Portogallo: 1

Belenenses: 1960
- Campionato portoghese: 3

Benfica: 1965, 1967, 1968